# Toussaintia hallei
Toussaintia hallei Le Thomas – gatunek rośliny z rodziny flaszowcowatych (Annonaceae Juss.). Występuje naturalnie w Gabonie. Znany jest tylko z holotypu zebranego w 1966 roku. 

## Morfologia
PokrójZimozielone i zdrewniałe liany dorastające do 10–15 m wysokości. Kora ma szarą barwę. Młode pędy są omszone.
LiścieMają podłużnie eliptyczny kształt. Mierzą 5–14 cm długości oraz 3,5–5 cm szerokości. Są prawie skórzaste, od spodu lekko owłosione. Nasada liścia jest zaokrąglona. Blaszka liściowa jest o krótko spiczastym wierzchołku. Ogonek liściowy jest owłosiony i dorasta do 4–7 mm długości.
KwiatySą pojedyncze lub zebrane w pary, rozwijają się w kątach pędów. Wydzielają zapach. Działki kielicha mają podłużnie owalny kształt i dorastają do 10–18 mm długości. Płatków jest 9–10, ułożone w dwóch lub trzech okółkach, są mniej lub bardziej nieregularne, mają kształt od podłużnego do odwrotnie jajowatego, maja białą barwę z czerwonymi żyłkami, osiągają do 15–30 mm długości. Androgynofor ma cylindryczny kształt, mierzy 6–8 mm długości. Pręciki mają podłużny kształt i żółtawą barwę. Kwiaty mają 20–22 wolnych i owłosionych owocolistków.

## Biologia i ekologia
Rośnie w wilgotnych lasach. Występuje na wysokości od 900 do 940 m n.p.m.